# Emiliano Zapata (Hidalgo)
Emiliano Zapata è un comune del Messico, situato nello stato di Hidalgo, il cui capoluogo è la località omonima.
La città deve il suo nome al famoso capo rivoluzionario Emiliano Zapata Salazar.